# Condado de Winnebago (Wisconsin)
El condado de Winnebago es un condado estadounidense, situado en el estado de Wisconsin. Según el censo de los Estados Unidos del 2000, la población es de 156,763 habitantes. La cabecera del condado es Oshkosh.

## Geografía
Según la Oficina del Censo de los Estados Unidos, el condado tiene un área total de 1,500 (579 millas²). De éstas 1,137 km² (439 mi²) son de tierra y 363 km² (140 mi²) son de agua.

### Colindancias
- Condado de Waupaca - noroeste
- Condado de Outagamie - noreste
- Condado de Calumet - este
- Condado de Fond du Lac - sur
- Condado de Green Lake - suroeste
- Condado de Waushara - oeste

## Demografía

Pirámide de edad según el censo del año 2000.

Según el censo del año 2000, hay 156,763 personas, 61,157 cabezas de familia, y 39,568 familias que residen en el condado. La densidad de población es de 138 hab/km² (357 hab/mi²). La composición racial tiene:
- 92.96% Blancos (No hispanos)
- 1.96% Hispanos (Todos los tipos)
- 1.12% Negros o Negros Americanos (No hispanos)
- 0.72% Otras razas (No hispanos)
- 1.84% Asiáticos (No hispanos)
- 0.92% Mestizos (No hispanos)
- 0.46% Nativos Americanos (No hispanos)
- 0.02% Isleños (No hispanos)

Hay 61 157 cabezas de familia, de los cuales el 31 % tienen menores de 18 años viviendo con ellos, el 53 % son parejas casadas viviendo juntas, el 8.30 % son mujeres que forman una familia monoparental (sin cónyuge), y 35.30% no son familias. El tamaño promedio de una familia es de 2.99 miembros.
En el condado el 23.80% de la población tiene menos de 18 años, el 11.80% tiene de 18 a 24 años, el 30.40% tiene de 25 a 44, el 21.50% de 45 a 64, y el 12.50% son mayores de 65 años. La edad media es de 35 años. Por cada 100 mujeres hay 99.4 hombres. Por cada 100 mujeres mayores de 18 años hay 97.80 hombres.
Tabla de la evolución demográfica:
|       | 1900  | 1910  | 1920  | 1930  | 1940  | 1950  | 1960   | 1970   | 1980   | 1990   | 2000   |
| ----- | ----- | ----- | ----- | ----- | ----- | ----- | ------ | ------ | ------ | ------ | ------ |
| TOTAL | 58225 | 62116 | 63897 | 76622 | 80507 | 91103 | 107928 | 129931 | 131703 | 140320 | 156763 |

## Ciudades y pueblos

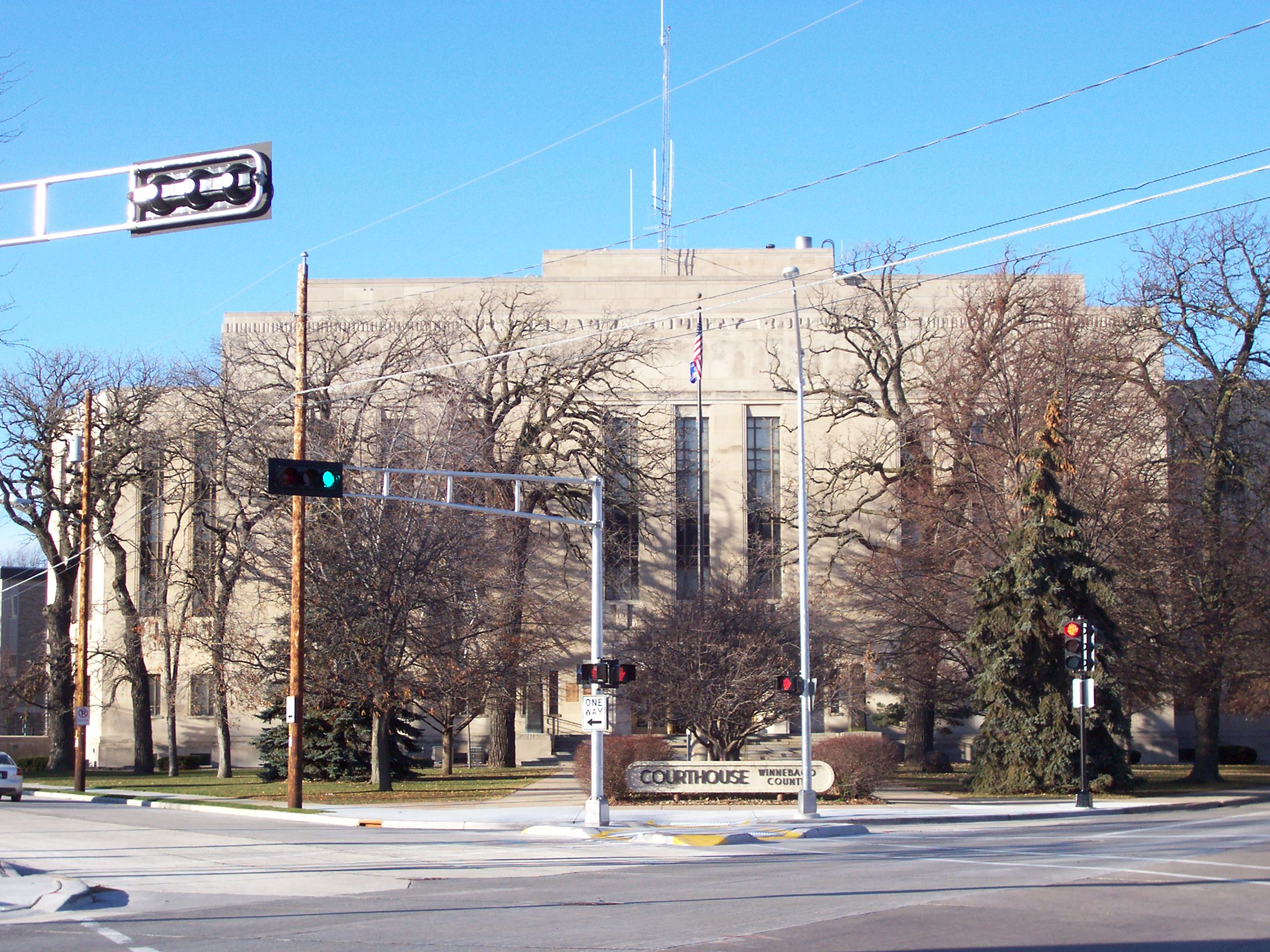
Alcaldía del condado de Winnebago.

| - Adella Beach - Allenville - Black Wolf - Black Wolf Point - Brighton Beach - Butte des Morts - Clarks Point - Decorah Beach | - Elo - Eureka - Fairview Beach - Fisk - Fitzgerald - Harbor Springs - Highland Shore - Indian Shores | - Island Beach - Island Park - Keenville - Koro - Larsen - Lasleys Point - Leonards Point | - Little Point - Medina Junction - Melrose Park - Menasha - Metz - Neenah - Nichols Shore Acres | - Oakwood - Omro - Orihula - Oshkosh - Paukotuk - Piacenza - Pickett | - Plummer Point - Point Comfort - Rainbow Beach - Reighmoor - Ricker Bay - Ring - Rivermoor | - Rockaway Beach - Shangri La Point - Snells - Stony Beach - Sunrise Bay - Sunset Point - Waukau | - Waverly Beach - Winchester - Winnebago - Winneconne - Zion - Zittau |